# Nogometna reprezentacija Aromuna iz Rumunjske
Nogometna reprezentacija Aromuna iz Rumunjske predstavlja aromunsku nacionalnu manjinu iz Rumunjske.
Trenutačni izbornik:
Osnovana:

## Sudjelovanja na natjecanjima
Sudionici su Europeade, europskog prvenstva nacionalnih manjina koje se održalo u Švicarskoj od 31. svibnja do 7. lipnja 2008.

Bilo je predviđeno da u svojoj skupini, Aromune naizmjence zastupaju Aromuni iz Makedonije i Aromuni iz Rumunjske; rumunjski su igrali protiv njemačkih Danaca te protiv Katalonaca, makedonski protiv južnotirolskih Nijemaca i protiv Karačajeva.

Na koncu su u svojoj skupini osvojili treće mjesto u skupini, što nije bilo dovoljno za proći u daljnje natjecanje.

## Vanjske poveznice i izvori
- (njem.) Europeada Službene stranice Europeade 2008.
- (njem.) Europeada  Arhivirana inačica izvorne stranice od 5. srpnja 2008. (Wayback Machine) Brošura (PDF)